# Tylecodon schaeferianus
Tylecodon schaeferianus är en fetbladsväxtart som först beskrevs av Moritz Kurt Dinter, och fick sitt nu gällande namn av H. Tölken. Tylecodon schaeferianus ingår i släktet Tylecodon och familjen fetbladsväxter. Inga underarter finns listade i Catalogue of Life.